# Josep Calafat i Mesquida
Josep Calafat i Mesquida (Santa Maria del Camí 1887-Sant Jordi, Palma, 1918), va ser un prevere i poeta.
Cursà els estudis eclesiàstics al Seminari de Palma i va ser ordenat el 1913. Col·laborà amb el Diccionari català-valencià-balear. Com a poeta segueix les pautes de l'Escola Mallorquina. La seva obra, poc i tardanament coneguda, conservada pel seu amic mossèn Joan Vich, segueix el mestratge de Costa i Llobera i, sobretot, de Riber, i presenta una visió bucòlica i idealitzada de la pagesia mallorquina, sobretot del que contemplà durant la seva vida presbiteral. El 1964 es publicà la seva obra completa, Poesies, a cura de Miquel Dolç.